# Microsoft Drive Optimizer
Microsoft Drive Optimizer (tên cũ Disk Defragmenter) là tiện ích trong Microsoft Windows được thiết kế để tăng tốc độ truy cập bằng cách sắp xếp lại tệp được lưu trữ trên đĩa để chiếm tiếp giáp vị trí lưu trữ, một kỹ thuật gọi là phân mảnh. Chống phân mảnh đĩa giúp giảm thiểu việc di chuyển đầu, giúp giảm thời gian đọc tệp từ và ghi tệp vào đĩa. Bắt đầu với Windows XP, Microsoft Drive Tối ưu hóa cũng giảm thời gian khởi động hệ thống. 
Từ Windows 8, chương trình được đổi tên thành Microsoft Drive Tối ưu hóa, với một số tham chiếu được thay đổi thành Chống phân mảnh và tối ưu hóa ổ đĩa hoặc đơn giản là Tối ưu hóa ổ đĩa.

## Lịch sử ban đầu
Ngay từ cuối năm 1982, hệ điều hành IBM PC DOS được phát hành cùng với Máy tính cá nhân IBM đã bao gồm Trình tối ưu hóa tổ chức ổ đĩa để chống phân mảnh đĩa mềm Những máy móc được sử dụng. Microsoft MS-DOS không chống phân mảnh đĩa cứng. Một số nhà phát triển phần mềm bên thứ ba đã tiếp thị các trình chống phân mảnh để lấp đầy khoảng trống này. MS-DOS 6.0 đã giới thiệu Defrag. Tuy nhiên, Windows NT không cung cấp tiện ích Defrag và Symantec được người khác đề xuất như một giải pháp thay thế khả thi cho tiện ích.
Bản phát hành ban đầu của Windows NT thiếu công cụ chống phân mảnh. Các phiên bản thông qua Windows NT 3.51 không có giao diện lập trình ứng dụng để di chuyển cụm dữ liệu trên đĩa cứng. Phần mềm điều hành, sau đổi tên thành Diskeeper Corporation, đã phát hành phần mềm chống phân mảnh Diskeeper cho Windows NT 3.51, được cung cấp với một phiên bản tùy chỉnh của trình điều khiển hệ thống tập tin và nhân NT có thể di chuyển các cụm.
Microsoft đã bao gồm các lệnh điều khiển hệ thống tệp (FSCTL) để di chuyển các cụm trong kernel Windows NT 4.0, hoạt động cho cả phân vùng NTFS và FAT32. Tuy nhiên, Windows NT 4.0 không cung cấp giao diện người dùng đồ họa hoặc dòng lệnh.